# L'ascensore (Ambra Angiolini)
L'ascensore è un brano musicale scritto da Peppi Nocera e Stefano Magnanensi per l'album di debutto di Ambra Angiolini, T'appartengo.

## Descrizione
Il brano è stato estratto come secondo singolo promozionale dell'album, interpretato più volte durante la trasmissione di Italia 1 Non è la Rai condotta dalla stessa artista e portata, nell'estate del 1995, al Festivalbar. La canzone è stata inserita anche nella compilation della manifestazione, Festivalbar 1995.
Ambra ha inciso una versione in lingua spagnola del brano dal titolo El ascensor, inclusa nella versione iberica del disco, intitolato per l'occasione Te Pertenezco, ed estratta come singolo in Spagna, contenente come b-side una cover del brano Nel cuore, nell'anima di Mogol e Lucio Battisti.

## Tracce
1. El ascensor - 3:05 (P.Nocera, S.Magnanensi)
2. Nel cuore, nell'anima (Mogol/Battisti)